# GM Волос Вероники
GM Волос Вероники (лат. GM Comae Berenices), HD 106103 — одиночная переменная звезда* в созвездии Волос Вероники на расстоянии приблизительно 279 световых лет (около 85,7 парсек) от Солнца. Видимая звёздная величина звезды — от +8,14m до +8,06m. Возраст звезды определён как около 1,23 млрд лет.

## Характеристики
GM Волос Вероники — жёлто-белая пульсирующая переменная звезда типа Дельты Щита (DSCTC) спектрального класса F5V, или F2, или F3V, или F4V. Масса — около 1,4 солнечной, радиус — около 1,4 солнечного, светимость — около 3,476 солнечной. Эффективная температура — около 6680 K.

## Планетная система
В 2019 году учёными, анализирующими данные проектов HIPPARCOS и Gaia, у звезды обнаружена планета HIP 59527 b.